# Shaolin contro i mostri diabolici
Shaolin contro i mostri diabolici (Shaolin vs. Evil Dead) è un film del 2004 diretto da Douglas Kung.
Il film, un horror d'azione, uscì, esclusivamente in DVD, in Italia nel 2005, distribuito dalla AVO Film, per sfruttare il successo che l'attore Chia Hui Liu riscosse grazie a Kill Bill di Quentin Tarantino.
Kit Cheung, il Re dei Vampiri nel film, è anche il coreografo dei combattimenti.

## Trama
Brother White e Brother Black appartengono alla scuola taoista "La Scuola del Dragone", ed hanno un compito ben preciso: riportano le anime dei defunti nei luoghi frequentati da vivi, secondo un'antica tradizione cinese. Ma i due fratelli hanno metodi diversi: White ha sani princìpi e fa di tutto per aiutare le anime dei defunti; Black invece vuole usarle per accrescere il suo potere malvagio.
Sarà proprio Black ad evocare il Re dei Vampiri, potente spirito maligno da tempo soggiogato.

## Sequel
Nel 2007 ha avuto un sequel intitolato "Shaolin vs. Evil Dead: Ultimate Power" conosciuto anche come "Shaolin vs. Evil Dead 2" e "Shaolin vs. Evil Dead 2: Ultimate Power", in Italia è ancora inedito.